# Dieu, l'Univers et Madame Berthe
Dieu, l'univers et madame Berthe est un roman de Frédérick Tristan paru en 2002 chez Fayard puis réédité en 2005 chez Le livre de poche.

## Thème
L'héroïne du roman est une milliardaire excentrique dont la demeure est un kaléidoscope qui se joue continuellement de l'apparence. Cette œuvre rejoint l'une des interrogations principales de l'auteur: qu'est-ce que la réalité ? ,.